# Gymnadenia borealis
Gymnadenia borealis är en orkidéart som först beskrevs av George Claridge Druce, och fick sitt nu gällande namn av R.M.Bateman, Pridgeon och Mark W. Chase. Gymnadenia borealis ingår i släktet brudsporrar, och familjen orkidéer. IUCN kategoriserar arten globalt som otillräckligt studerad. Inga underarter finns listade i Catalogue of Life.